# Skelmorlie
Skelmorlie ist eine Ortschaft in der schottischen Council Area North Ayrshire.

## Geographie
Skelmorlie ist die nördlichste Ortschaft in North Ayrshire. Sie grenzt im Norden direkt an Wemyss Bay in Inverclyde, von dem es nur durch den Grenzbach Kelly Burn getrennt ist. Der Küstenort liegt rund 32 km nordwestlich von Irvine und 40 km westlich von Glasgow am Südufer des Firth of Clyde. Nach einem schmalen, flachen Uferstreifen steigt die Landschaft rasch an, sodass weite Teile der Ortschaft, insbesondere der Ortsteil Upper Skelmorlie eine Hanglage aufweisen.

## Geschichte
Südlich von Skelmorlie befindet sich die um 1500 erbaute Burg Skelmorlie Castle, welche sich lange Zeit in Hand des Clans Montgomery befand. Die Ortschaft entwickelte sich mit dem Bau eines Kurhotels im Jahre 1868. Die Anlage wurde 1875 um ein Türkisches Bad, ein Salzwasserbad und weitere Bäder ausgebaut. Sowohl das Kurhotel als auch die nahegelegenen Villen wurden in erhöhter Position am Hang errichtet, während Arbeiterbehausungen in Ufernähe entstanden. 1895 wurde die neogotische Sandsteinkirche Skelmorlie Parish Church nach einem Entwurf des Architekten John Honeyman erbaut. Eine von Charles Rennie Mackintosh entworfene Lampe vor der Kirche ist als Denkmal der höchsten schottischen Kategorie A gelistet.

## Verkehr
Skelmorlie ist direkt an der A78 gelegen, die Greenock mit Prestwick verbindet. Die Ortschaft besitzt keinen eigenen Bahnhof. Direkt nördlich der Ortsgrenze liegt jedoch der Bahnhof Wemyss Bay, der 1865 als Endbahnhof der Greenock and Wemyss Bay Railway eröffnet wurde. Heute ist Wemyss Bay der Endbahnhof der Inverclyde Line der First ScotRail, welche die Region an die Stadt Glasgow anbindet. An den Bahnhof grenzt ein Fähranleger an, welchen die Fähre zwischen Wemyss Bay und Rothesay auf der Insel Bute regelmäßig bedient. Der internationale Flughafen von Glasgow liegt rund 28 km östlich.